# 小埃默农维尔
小埃默农维尔（法語：Ermenonville-la-Petite，法語發音：[ɛʁmənɔ̃vil la pətit]）是法国厄尔-卢瓦省的一个市镇，属于沙特尔区。

## 地理
小埃默农维尔（48°17'46"N, 1°21'7"E）面积5.12 平方千米，位于法国中央-卢瓦尔河谷大区厄尔-卢瓦省，该省份为法国北部内陆省份，北起顺时针与厄尔省、伊夫林省、埃松省、卢瓦雷省、卢瓦-谢尔省、萨尔特省和奧恩省接壤。
与小埃默农维尔接壤的市镇（或旧市镇、城区）包括：埃波特罗勒、沙龙维尔。

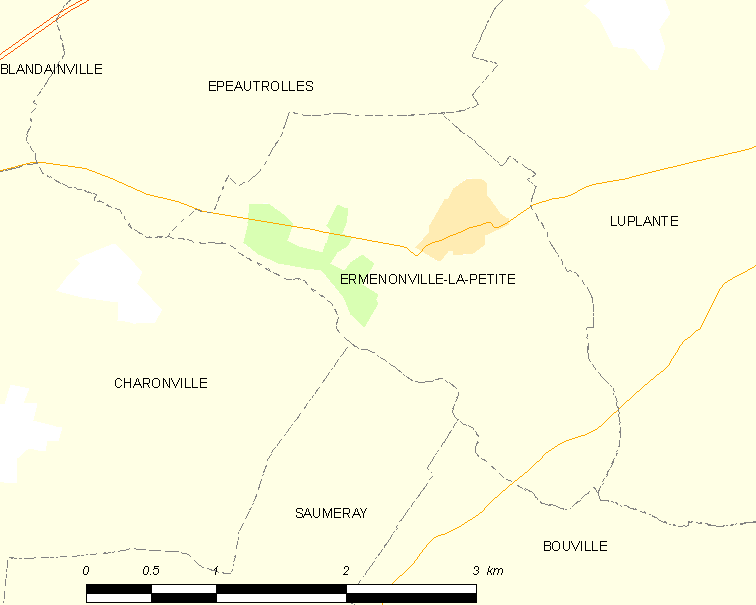
小埃默农维尔的OSM定位图

小埃默农维尔的时区为UTC+01:00、UTC+02:00（夏令时）。

## 行政
小埃默农维尔的邮政编码为28120，INSEE市镇编码为28142。

## 政治
小埃默农维尔所属的省级选区为伊利耶孔布赖县。

## 人口

1962-2008年间小埃默农维尔人口变化图示

小埃默农维尔于2022年1月1日时的人口数量为189人。